# Paul Vollrath

Paul Vollrath

Paul Vollrath (* 20. Dezember 1899 in Küstrin; † 1965 in Nordhalben) war ein deutscher Politiker (NSDAP).

## Leben und Wirken
Von 1906 bis 1908 besuchte Paul Vollrath die Volksschule des Kaiser-Wilhelm-Gymnasiums in Küstrin, dann von 1908/1909 die Vorschule der Realschule im westpreußischen Kulm, von 1909 bis 1911 das Gymnasium in Kulm, von 1911 bis 1914 das Friedrich-Wilhelm Gymnasium in Posen und von 1914 bis 1915 das Wilhelm-Gymnasium in Weimar. Von April 1915 bis April 1916 war er Kadett im Vorkorps Naumburg. Anschließend besuchte er von 1916 bis 1918 die Hauptkadettenanstalt Groß-Lichterfelde, um im Frühjahr 1918 in das 2. Jägerbataillon einzutreten. Noch vor Kriegsende wurde Vollrath zum Fähnrich ernannt, um dann zum Jahresende 1918 in die 2. Landesschützenbrigade versetzt zu werden. Ende 1920 wurde er aus dem Reichswehrschützenregiment Nr. 8, in das die Brigade inzwischen umgewandelt worden war, entlassen.
Vollrath, von Beruf Apotheker, wurde Mitte Juli 1925 Mitglied der NSDAP. Ab Ende Oktober 1933 war er Kreisleiter in Mühlhausen/Thüringen und amtierte auch als Kreisjägermeister. Ab Oktober 1939 nahm er als Soldat am Zweiten Weltkrieg teil. Am 30. Juli 1940 trat Vollrath im Nachrückverfahren für den Abgeordneten Alfred Eckart in den nationalsozialistischen Reichstag ein, in dem er bis zum Ende der NS-Herrschaft im Frühjahr 1945 den Wahlkreis 12 (Thüringen) vertrat.
Von 1942 bis 1945 nahm er gleichzeitig kommissarisch das Amt des Landrats im Landkreis Mühlhausen wahr. 1945 nahm er wieder am Kriegsdienst teil und gelangte so in französische Kriegsgefangenschaft. Wieder freigelassen arbeitete er als Apotheker in Stadtsteinach (Franken).
Wie aus einem Artikel im „Thüringer Volk“ vom 31. Januar 1948 hervorgeht, war Vollrath in der Reichspogromnacht mit einer Horde Nationalsozialisten an der Vandalisierung der Mühlhauser Synagoge beteiligt und hat den Rabbiner Max Rosenau durch einen Schuss in die Brust schwer verletzt. Hierfür erhielt er im Jahr 1958 von einem Bayreuther Gericht eine zweijährige Haftstrafe. Später wurde er Apotheker in Nordhalben bei Kronach.